# إيتوكورتيرمايت
إيتوكورتيرمايت أو يتقورتورميط مدينة في شرق جزيرة جرينلاند (كما تنطق في شرق جرينلاند) أو إيلوكورتيرمايت (في غرب جرينلاند) المعروفة سابقاَ باسم سكورسبيسوند. استمِد الاسم من مستكشف القطب الشمالي وصياد الحيتان ويليام سكورسبي، الذي كان أول من رسم خريطة للمنطقة في عام 1822. ويعني اسمها إيتوكورتيرمايت (ساكني البيت الكبير) بلهجة جرينلاند الشرقية، ومن المعروف بأنها منطقة برية تضم الدببة القطبية وثيران المسك، والفقمات.

## الموقع
تقع إيتوكورتيرمايت على أرض ليفربول، بالقرب من الشاطئ الشمالي لمضيق كانقرتيتفاق kangertittivaq
الذي يصب في بحر جرينلاند الشرقية.

## التاريخ

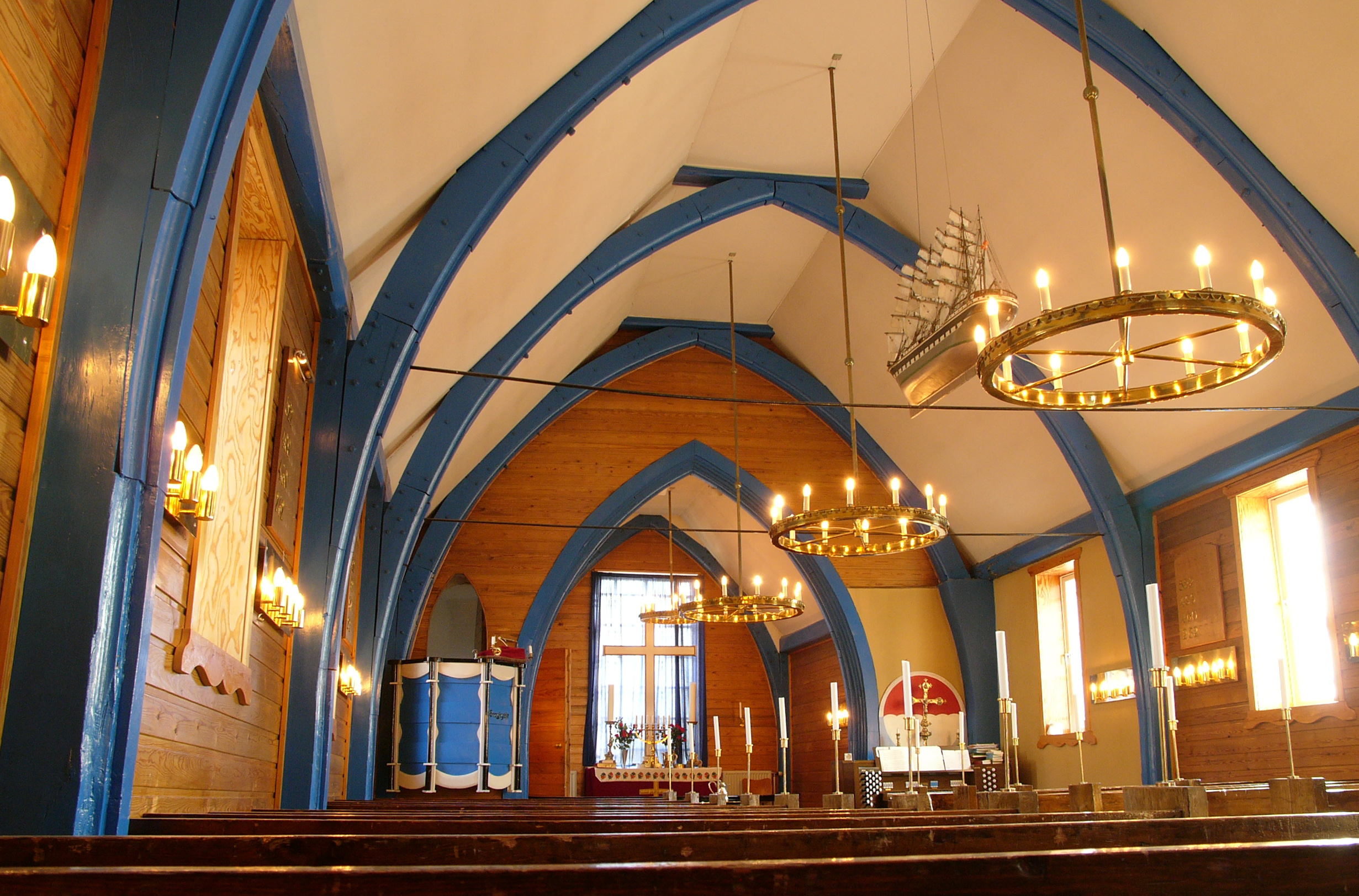

تأسست من قِبل إنجر ميكلسن عام 1952 و 80 وثمانين مستوطناً من الإنويت (70 شخص من تاسيلاك وأربع عائلات من غرب جرينلاند) تقدموا على متن سفينة غوستاف هولمز واستقروا على بعد 400 كيلوا مترا (294 ميل) جنوب مستوطنة مشاركة الأسكيمو المعروفة شمال شرق جرينلاند.
السلطة الإستعمارية كانت مشجعة من قبل الدانمارك التي كان لها اهتمام متزايد في شمال شرق جرينلاند في ذلك الوقت. من الجهة الأخرى كان المقصود من الإستعمار تحسين الظروف المعيشية المنخفضة في تاسيلاك حيث كان المواطنون أكثر أو أقل تطوعاً. قريباً ازدهر المستوطنون على شروط جيدة للصيد في منطقة جديدة التي كانت غنية بالفقمات، وفيل البحر، وكركدن البحر والدببية والثعالب القطبية الشمالية.
قبل ذلك، فإن المنطقة ذاتها كانت موطناً لسكان الأسكيمو في الماضي بشهادة أطلال وبقايا أثرية أخرى.

## المواصلات
تعد إيتوكورتيرمايت واحدة من المدن النائية في جرينلاند، تقدم إيتوكورتيرمايت مهبط لطائرات الهيلكوبتر الهوائية وهي تنقل الركاب من المستوطنة إلى مطار نيرلييت إنات عن بعد 38 كم، بالإضافة أيضاً إلى نقل القوارب لبضعة أشهر محددة في السنة. هناك في الصيف أيضاً طائرتان تغادر إلى آيسلندا المغادرة من ريكيافيك نيرلييت إنات، في معظم أيام السنة بمعدل رحلة واحدة فقط أسبوعياً إلى آيسلندا.

## الاقتصاد
الصيادين المحليين لديهم أعداد هائلة من الحيتان والدببة القطبية المصطادة كلقمة عيش، وأنها ولا تزال هذه المهنة حتى الوقت الحاضر، وهي عامل ثقافي اقتصادي كبير في المنطقة. اللحم والمنتجات الثانوية تلعب دورا مباشرا في اقتصاد أسر الصيد. ويرتفع الدخل من خلال تداول هذه المنتجات، ولكن هذه الخيارات موسمية ومتغيرة.
إيتوكورتيرمايت لديها أعداد هائلة من الروبيان وسمك جرينلاند «الهلبوت» لكن وجود الجليد البحري يمنع استغلال هذه الموارد على مدار السنة، ونتيجة لصيد الأسماك لم يتم تطويرها على نطاق واسع في البلد.
من ناحية أخرى، السياحة تتزايد في الأهمية وتستخدم المباني المهجورة في مستوطنة يوناتوك التي هجرها السكان كأكواخ للسياح في الصيف.
تعتبر بلدة ألبورغ في الدانمارك من المدن التوأم لإيتوكورتيرمايت.

## الطقس
|                  | Jan | April | July | Oct |
| ---------------- | --- | ----- | ---- | --- |
| Average high °C: | -12 | -7    | 6    | -5  |
| Average low °C:  | -22 | -17   | 0    | -10 |

## التعداد السكاني
التعداد السكاني في إيتوكورتيرمايت متقلب على مدى العقدين الأخيرين ثم انخفض بنسبة 17% منذ عام
.2006